# أنيمل كروسينغ: نيو ليف
أنيمل كروسينغ: نيو ليف (بالإنجليزية: Animal Crossing: New Leaf)‏ هي لعبة فيديو صدرت في اليابان 8 نوفمبر 2012 على نينتندو 3دي إس. اللعبة من تطوير نينتندو إنترتينمنت أنالسيس أند دفيلوبمنت ونشر نينتندو.